# Milford, Kansas
Milford är en ort i Geary County i Kansas. Vid 2010 års folkräkning hade Milford 530 invånare.